# Gymnopilus galerinopsis
Gymnopilus galerinopsis là một loài nấm thuộc họ Cortinariaceae.